# Bénesville
Bénesville är en kommun i departementet Seine-Maritime i regionen Normandie i norra Frankrike. Kommunen ligger i kantonen Doudeville som tillhör arrondissementet Rouen. År 2022 hade Bénesville 162 invånare.

## Befolkningsutveckling
Antalet invånare i kommunen Bénesville
| Referens: INSEE |